# Миладиновци
Миладиновци (мкд. Миладиновци, старо име Хаџилари, између два рата Александрово) су насеље у Северној Македонији, у северном делу државе. Миладиновци припадају општини Илинден, која окупља источна предграђа Града Скопља.

## Географија
Миладиновци су смештени у северном делу Северне Македоније. Од најближег већег града, Скопља, насеље је удаљено 20 km источно.
Насеље Миладиновци је у оквиру историјске области Скопско поље, у његовом североисточном делу. Пар километара јужније протиче Вардар. Источно од насеља издиже се брежуљкаст крај Которци. Надморска висина насеља је приближно 260 метара.
Месна клима је измењена континентална са мањим утицајем Егејског мора (жарка лета).

## Историја
По причи старијих становника села оно је основано од досељеника из прилепског села Мажучиште, који су протерани из родног села од турских власти због подржавања комита.

## Становништво
Миладиновци су према последњем попису из 2002. године имали 1.276 становника.
Претежно становништво у насељу су етнички Македонци (91%), а остало су махом Роми (5%) и Срби (3%).
Већинска вероисповест је православље.
У селу постоји деветогодишња основна школа и разни услужне и угоститељске радње.

## Привреда
Положај Миладиноваца је један од најбољих у целој држави, пошто се село налази на месту где се на ауто-пут Београд-Солун надовезује северни излаз ка Скопљу.
Поред тога ту се налази рафинерија нафте — само 300 метара од села.